# Christopher Perkins
Christopher Perkins (ur. 1 maja 1992) – kanadyjski łucznik, mistrz świata. Startuje w konkurencji łuków bloczkowych.
Największym jego osiągnięciem jest złoty medal mistrzostw świata w Turynie (2011) w konkurencji indywidualnej i brąz w drużynie. 